# كازوميتشي تاكاجي
كازوميتشي تاكاجي (باليابانية: 高木 和道) (مواليد 21 نوفمبر 1980) هو لاعب كرة قدم ياباني يلعب حاليا لصالح جوبيلو إيواتا في الدوري الياباني الممتاز. يلعب مع منتخب اليابان لكرة القدم منذ عام 2008.

## وصلات خارجية
- كازوميتشي تاكاجي على موقع الاتحاد الدولي (مؤرشف)  (الإنجليزية)
- كازوميتشي تاكاجي على موقع رابطة كرة القدم اليابانية للمحترفين (اليابانية)
- كازوميتشي تاكاجي على موقع قاعدة بيانات كرة القدم.إي يو (الإنجليزية)
- كازوميتشي تاكاجي على موقع ناشيونال فوتبول تيمز (الإنجليزية)
- كازوميتشي تاكاجي على موقع Soccerway.com (الإنجليزية)
- كازوميتشي تاكاجي على موقع عالم كرة القدم.نت (الإنجليزية)
- كازوميتشي تاكاجي على موقع كووورة
- National Football Teams
- Japan National Football Team Database